# Russia ai XXII Giochi olimpici invernali
La Russia ha partecipato ai XXII Giochi olimpici invernali che si sono svolti dal 7 al 23 febbraio 2014 a Soči in Russia, con una delegazione composta da 232 atleti.

## Medaglie

### Medagliere per discipline
| Riepilogo quotidiano | Riepilogo quotidiano | Riepilogo quotidiano | Riepilogo quotidiano | Riepilogo quotidiano | Riepilogo quotidiano |
| -------------------- | -------------------- | -------------------- | -------------------- | -------------------- | -------------------- |
| Giorno               | Data                 |                      |                      |                      | Totale               |
| 1º                   | 7                    | —                    | —                    | —                    | —                    |
| 2º                   | 8                    | 0                    | 0                    | 0                    | 0                    |
| 3º                   | 9                    | 1                    | 2                    | 1                    | 4                    |
| 4º                   | 10                   | 0                    | 0                    | 2                    | 2                    |
| 5º                   | 11                   | 0                    | 1                    | 0                    | 1                    |
| 6º                   | 12                   | 1                    | 1                    | 0                    | 2                    |
| 7º                   | 13                   | 0                    | 1                    | 1                    | 2                    |
| 8º                   | 14                   | 0                    | 0                    | 1                    | 1                    |
| 9º                   | 15                   | 2                    | 1                    | 0                    | 3                    |
| 10º                  | 16                   | 0                    | 0                    | 0                    | 0                    |
| 11º                  | 17                   | 0                    | 0                    | 1                    | 1                    |
| 12º                  | 18                   | 0                    | 1                    | 0                    | 1                    |
| 13º                  | 19                   | 1                    | 1                    | 1                    | 3                    |
| 14º                  | 20                   | 1                    | 0                    | 0                    | 1                    |
| 15º                  | 21                   | 2                    | 1                    | 0                    | 3                    |
| 16º                  | 22                   | 2                    | 0                    | 1                    | 3                    |
| 17º                  | 23                   | 1                    | 1                    | 1                    | 3                    |
| Totale               | Totale               | 11                   | 9                    | 9                    | 29                   |

| Sport                   | Oro | Argento | Bronzo | Totale |
| ----------------------- | --- | ------- | ------ | ------ |
| Biathlon                | 1   | 0       | 1      | 4      |
| Freestyle               | 0   | 0       | 1      | 1      |
| Pattinaggio di figura   | 3   | 1       | 1      | 5      |
| Pattinaggio di velocità | 0   | 1       | 2      | 3      |
| Sci di fondo            | 1   | 3       | 1      | 4      |
| Short track             | 3   | 1       | 1      | 5      |
| Skeleton                | 1   | 0       | 1      | 2      |
| Slittino                | 0   | 2       | 0      | 2      |
| Snowboard               | 2   | 1       | 1      | 4      |
| Totale                  | 11  | 9       | 9      | 29     |

### Medaglie d'oro
| Medaglia | Nome | Sport                 | Evento                            |
| -------- | --- | --------------------- | --------------------------------- |
| Oro      | Aleksej Volkov Evgenij Ustjugov Dmitrij Malyško Anton Šipulin | Biathlon              | Staffetta 4x7,5 km maschile       |
| dq       | Aleksandr Zubkov Aleksej Voevoda | Bob                   | Bob a due maschile                |
| dq       | Aleksandr Zubkov Dmitrij Trunenkov Aleksej Negodajlo Aleksej Voevoda | Bob                   | Bob a quattro maschile            |
| Oro      | Tat'jana Volosožar Maksim Tran'kov | Pattinaggio di figura | Coppie                            |
| Oro      | Evgenij Pljuščenko Julija Lipnickaja Tat'jana Volosožar e Maksim Tran'kov Ksenija Stolbova e Fëdor Klimov Ekaterina Bobrova e Dmitrij Solov'ëv Elena Il'inych e Nikita Kacalapov | Pattinaggio di figura | Gara a squadre                    |
| Oro      | Adelina Sotnikova | Pattinaggio di figura | Singolo femminile                 |
| Oro      | Aleksandr Legkov | Sci di fondo          | 50 km maschile                    |
| Oro      | Viktor An | Short track           | 500 m maschile                    |
| Oro      | Viktor An | Short track           | 1000 m maschile                   |
| Oro      | Viktor An Semën Elistratov Vladimir Grigor'ev Ruslan Zacharov | Short track           | 5000 m staffetta maschile         |
| Oro      | Aleksandr Tret'jakov | Skeleton              | Singolo maschile                  |
| Oro      | Vic Wild | Snowboard             | Slalom gigante parallelo maschile |
| Oro      | Vic Wild | Snowboard             | Slalom parallelo maschile         |

### Medaglie d'argento
| Medaglia | Nome                                                                     | Sport                   | Evento                     |
| -------- | ------------------------------------------------------------------------ | ----------------------- | -------------------------- |
| dq       | Ol'ga Viluchina                                                          | Biathlon                | 7,5 km sprint femminile    |
| dq       | Jana Romanova Ekaterina Šumilova Ol'ga Viluchina Ol'ga Zajceva           | Biathlon                | Staffetta 4x6 km femminile |
| Argento  | Ksenija Stolbova Fëdor Klimov                                            | Pattinaggio di figura   | Coppie                     |
| Argento  | Olga Fatkulina                                                           | Pattinaggio di velocità | 500 m femminile            |
| Argento  | Maksim Vylegžanin                                                        | Sci di fondo            | 50 km maschile             |
| Argento  | Maksim Vylegžanin Nikita Krjukov                                         | Sci di fondo            | Sprint a squadre maschile  |
| Argento  | Vladimir Grigor'ev                                                       | Short track             | 1000 m maschile            |
| Argento  | Al'bert Demčenko                                                         | Slittino                | Singolo maschile           |
| Argento  | Tat'jana Ivanova Al'bert Demčenko Aleksandr Denis'ev e Vladislav Antonov | Slittino                | Gara a squadre             |
| Argento  | Nikolaj Oljunin                                                          | Snowboard               | Snowboard cross maschile   |

### Medaglie di bronzo
| Medaglia | Nome                                                           | Sport                   | Evento                             |
| -------- | -------------------------------------------------------------- | ----------------------- | ---------------------------------- |
| Bronzo   | Evgenij Garaničev                                              | Biathlon                | 20 km individuale maschile         |
| Bronzo   | Aleksandr Smyšljaev                                            | Freestyle               | Gobbe maschile                     |
| Bronzo   | Elena Il'inych e Nikita Kacalapov                              | Pattinaggio di figura   | Danza su ghiaccio                  |
| Bronzo   | Ol'ga Graf                                                     | Pattinaggio di velocità | 3000 m femminile                   |
| Bronzo   | Ol'ga Graf Ekaterina Lobyševa Ekaterina Šichova Julija Skokova | Pattinaggio di velocità | Inseguimento a squadre femminile   |
| Bronzo   | Il'ja Černousov                                                | Sci di fondo            | 50 km maschile                     |
| Bronzo   | Viktor An                                                      | Short track             | 1500 m maschile                    |
| Bronzo   | Elena Nikitina                                                 | Skeleton                | Singolo femminile                  |
| Bronzo   | Alëna Zavarzina                                                | Snowboard               | Slalom gigante parallelo femminile |

## Salto con gli sci
La Russia ha qualificato nel salto con gli sci un totale di sei atleti, cinque uomini e una donna.

### Uomini
| Evento             | Atleta              | Qualificazione | Qualificazione | Qualificazione | Finale            | Finale         | Finale            | Finale          | Finale          | Posizione |
| Evento             | Atleta              | Distanza       | Punti          | Posizione      | Distanza 1° salto | Punti 1° salto | Distanza 2° salto | Punti 2° salto  | Punti totali    | Posizione |
| ------------------ | ------------------- | -------------- | -------------- | -------------- | ----------------- | -------------- | ----------------- | --------------- | --------------- | --------- |
| Trampolino normale | Il'mir Chazetdinov  | 96.0           | 113.7          | 18 Q           | 94.0              | 114.8          | non qualificato   | non qualificato | non qualificato | 35        |
| Trampolino normale | Denis Kornilov      | 92.0           | 109.6          | 25 Q           | 89.0              | 103.2          | non qualificato   | non qualificato | non qualificato | 48        |
| Trampolino normale | Michail Maksimočkin | 91.0           | 107.2          | 29 Q           | 104.0             | 129.6          | 90.5              | 98.3            | 227.9           | 30        |
| Trampolino normale | Aleksej Romašov     | 90.5           | 102.6          | 39 Q           | 92.0              | 109.0          | non qualificato   | non qualificato | non qualificato | 43        |
| Trampolino lungo   | Dmitrij Vasil'ev    |                |                |                |                   |                |                   |                 |                 |           |
| Gara a squadre     |                     | N.D.           | N.D.           | N.D.           |                   |                |                   |                 |                 |           |

### Donne
| Evento             | Atleta           | Finale            | Finale         | Finale            | Finale         | Finale       | Posizione |
| Evento             | Atleta           | Distanza 1° salto | Punti 1° salto | Distanza 2° salto | Punti 2° salto | Punti totali | Posizione |
| ------------------ | ---------------- | ----------------- | -------------- | ----------------- | -------------- | ------------ | --------- |
| Trampolino normale | Irina Avvakumova | 98.5              | 114.4          | 94.5              | 107.8          | 222.2        | 16        |